# L'Aigüeta (la Bisbal d'Empordà)
L'Aigüeta és un barri del municipi de la Bisbal d'Empordà (Baix Empordà)
El barri està connectat a la banda oest del poble, a la riba esquerra del riu Daró i al límit del terme municipal amb el de Cruïlles, Monells i Sant sadurní de l'Heura.
També porten el nom de l'Aigüeta un dels carrerrs principals i més cèntrics de la vila, on s'hi acumula una gran quantitat de botigues, sales d’exposició i tallers de ceràmica artesana, i els polígon industrials (L'Aigüeta A-1, A-2 i B-1) situats al nord del nucli urbà (projectats el 2005).